# Kelly Asbury
Kelly Adam Asbury (Beaumont, 15 de janeiro de 1960 – 26 de junho de 2020), conhecido como Kelly Asbury, foi um cineasta, roteirista, diretor de animação, dublador, autor e ilustrador de livros infantis estadunidense.

## Início da vida
Kelly Asbury nasceu na cidade de Beaumont, no condado de Jefferson, no estado do Texas nos Estados Unidos. Frequentou a Universidade de Lamar por dois anos antes, em 1980, transferindo para o renomado California Institute of the Arts, onde estudou animação e cinema.

## Carreira
Ele trabalhou no Walt Disney Animation de 1983 à 1995  em "story boards" para vários filmes de animação, incluindo The Little Mermaid e Toy Story. Em 1993, foi o diretor assistente de arte de Tim Burton em The Nightmare Before Christmas.
Em 1995, começou a trabalhar para DreamWorks, e dirigiu dois longa metragens nomeados no Academy Award, Spirit: Stallion of the Cimarron (2002) e Shrek 2 (2004). Além de dirigir, Asbury forneceu algumas das vozes extras em Shrek 2 e Shrek the Third. Ele dirigiu e co-escreveu o filme de animação popular, intitulado Gnomeo and Juliet (2011), para o qual ele também forneceu as vozes do minúsculo Red Goon Gnomes. Ele foi indicado a dois prêmios Annie Awards por dirigir e co-escrever o filme.
Em 2003, ele escreveu um livro de não-ficção intitulado Dummy Days, que é uma biografia de cinco ventríloquos do século 20. Ele é o autor e ilustrador de doze livros infantis publicados, incluindo "Rusty's Red Vacation", "Bonnie's Blue House" e "Yolanda's Yellow School".
Em 2011, foi contratado pela Rocket Pictures de Elton John para escrever e dirigir uma adaptação cinematográfica do romance infantil Will Gallows and the Snake-Bellied Troll. De Julho de 2012 até Outubro de 2013,[carece de fontes?] Asbury dirigiu ao desenvolvimento de Kazorn and the Unicorn, uma proposta de novo filme de animação para Sony Pictures Animation.  A partir de dezembro de 2013, ele começou a dirigir um novo filme de animação da Sony, cujo título ainda não foi divulgado.[carece de fontes?]

## Morte
Morreu no dia 26 de junho de 2020, aos 60 anos, em decorrência de um câncer.

## Filmografia
- Frozen (2013 - artista adicional estória)
- Wreck-It Ralph (2012 - artista de estória)
- Gnomeo and Juliet (2011 - diretor, estória e roteiro, a voz de Red Goon Gnomes)
- Shrek the Third (2007 - voz do Mestre de Cerimônias e Fiddlesworth)
- Shrek 2 (2004 - diretor, vozes adicionais, grupo de ADR)
- Spirit: Stallion of the Cimarron (2002 - diretor)
- Shrek (2001 - artista de estória)
- Chicken Run (2000 - estória adicional)
- The Prince of Egypt (1998 - supervisor artístico: estória)
- James and the Giant Peach - (1995 - supervisor artístico: estória)
- Toy Story (1995 - estória artista)
- The Nightmare Before Christmas (1993 - diretor assistente de arte)
- Beauty and the Beast (1992 - estória, artista de desenvolvimento visual)
- Roller Coaster Rabbit (1990 - diretor de arte)
- The Rescuers Down Under (1990 - designer de personagens, artista de storyboard, desenvolvimento visual)
- The Little Mermaid (1989 - artista de desenvolvimento visual)
- The Black Cauldron (1985 - artsta inbetween)